# 経理実務士
経理実務士（補）（けいりじつむし（ほ））は、日本経理実務士会が認定する資格である。

## 受験資格
制限なし。ただし、資格取得認定要件を満たしていること。

## 資格取得認定要件

### 経理実務士
| 必須 | 全経簿記1級以上             | 会計・工業簿記の両方に合格していること。                              |
| 必須 | 全経税務会計3級以上         | 所得税法・法人税法・消費税法・相続税法のうち2科目に合格していること。 |
| 選択 | 全経電卓2級以上             | 左記4検定のうち1検定に合格していること。                              |
| 選択 | 全経計算実務2級以上         | 左記4検定のうち1検定に合格していること。                              |
| 選択 | 全経珠算2級以上             | 左記4検定のうち1検定に合格していること。                              |
| 選択 | 全経コンピュータ会計2級以上 | 左記4検定のうち1検定に合格していること。                              |

### 経理実務士補
| 必須 | 全経簿記2級以上             |                                                                       |
| 必須 | 全経税務会計3級以上         | 所得税法・法人税法・消費税法・相続税法のうち1科目に合格していること。 |
| 選択 | 全経電卓計算3級以上         | 左記4検定のうち1検定に合格していること。                              |
| 選択 | 全経計算実務3級以上         | 左記4検定のうち1検定に合格していること。                              |
| 選択 | 全経珠算3級以上             | 左記4検定のうち1検定に合格していること。                              |
| 選択 | 全経コンピュータ会計3級以上 | 左記4検定のうち1検定に合格していること。                              |

※全経：全国経理教育協会

## 認定料
4,000円

## 認定方法
- 全経の会員校に在籍している学生又は卒業生

日本経理実務士会から申込書を印刷し、必要事項に記載した上で、￥4,000を持って、在籍校で申請すること
- 一般（会員校に在籍していない者）

日本経理実務士会から申込書を印刷し、必要事項に記載した上で、￥4,000分の定額小為替と認定資格要件の全経検定合格証書の写しを同封し、日本経理実務士会へ送ること

## 認定月
日本経理実務士会に3月末までに到着するように、郵送すること。